# 1992年波士尼亞與赫塞哥維納獨立公投
1992年波士尼亞與赫塞哥維納獨立公投於1992年2月29日至3月1日舉行。1990年波赫进行首次自由選舉後，由於民族之間關係日益緊張，南斯拉夫開始解體。波士尼亞克人和波士尼亞與赫塞哥維納的克羅埃西亞人支持波赫從南斯拉夫獨立，而波士尼亞與赫塞哥維納的塞爾維亞人則強烈反對獨立並杯葛這次投票。
公投的總投票率為64%，其中99.7%投贊成票。3月3日，波斯尼亞和黑塞哥維那主席團主席阿利雅·伊澤特貝戈維奇宣布波斯尼亞和黑塞哥維那共和國獨立，獲國會批准。4月6日及7日，美國及歐洲經濟共同體先後承認波斯尼亞和黑塞哥維那為獨立國家。5月22日，波斯尼亞和黑塞哥維那加入聯合國。

## 背景
1990年11月，波斯尼亞和黑塞哥維那首次舉行自由選舉，選出三個民族主義政黨，分別為由阿利雅·伊澤特貝戈維奇領導的民主行動黨（SDA）、由拉多萬·卡拉季奇領導的塞爾維亞族民主黨（SDS），以及由Stjepan Kljuić領導的波斯尼亞和黑塞哥維那克羅地亞族民主共同體（HDZBiH）。伊澤特貝戈維奇當選波斯尼亞和黑塞哥維那社會主義共和國主席團主席，波斯尼亞和黑塞哥維那克羅地亞族民主共同體的Jure Pelivan當選總理，塞爾維亞族民主黨的莫姆契洛·克拉伊什尼克當選議會議長。
1990年，南斯拉夫人民軍（JNA）的塞爾維亞軍官團隊及其心理作戰部門專家制定了RAM計劃，以組織境外塞爾維亞人、鞏固對塞爾維亞族民主黨（SDS）控制權，及籌備武器彈藥。1990至1991年間，克羅地亞及波斯尼亞和黑塞哥維那境內的塞爾維亞人宣布建立多個塞族自治區（SAO），有意最終將其整合成「大塞爾維亞」。早在1990年9月或10月，南斯拉夫人民軍已開始武裝波斯尼亞塞族，並組建民兵組織。同年，人民軍將波斯尼亞和黑塞哥維那共和國領土防禦部隊（TORBiH）解除武裝。截至1991年3月，人民軍已向塞族准軍事組織分發約51,900件武器，並向塞爾維亞族民主黨提供了23,298件武器。1991年至1992年初，塞爾維亞族民主黨大力推動警察部隊塞族化，以強化政治控制。歷史學家Noel Malcolm指出：「卡拉季奇及其政黨採取的措施——（宣布建立）塞族自治區、武裝塞族民眾、製造地方性小規模衝突、持續輿論宣傳、請求聯邦軍隊『保護』——與克羅地亞境內發生的一切如出一轍。當時幾乎無人懷疑同一套行動計劃正在運作。」
1991年10月15日，波黑議會就RAM計劃舉行特別會議。在塞族議員克拉伊什尼克關閉議會及塞族代表集體離場的情況下，議會通過程序動議重新召開會議，表決通過《主權備忘錄》。11月24日，塞族民主黨成立「波黑塞族人民議會」，隨後發起塞族自治區繼續作為南斯拉夫一部分的公投。該議會同時頒布《緊急狀態下波黑塞族機構組織與行動指令》，要求各塞族官員組建塞族市鎮議會和危機處理小組、確保塞族民眾物資供應及建立全面的通信網路。1992年1月，議會宣布成立「波黑塞族人民共和國」，並脫離波黑。波黑政府宣告該公投違憲，並指其共和國體系屬非法自封的政治實體。波黑塞族人民共和國當時僅獲南斯拉夫單方面承認。

## 認受性

通過的波黑共和國國旗

1991年12月下旬，波斯尼亞穆斯林與克族政要請求歐洲經濟共同體（EEC）將波黑與斯洛文尼亞、克羅地亞、馬其頓一同承認為主權國家。由EEC設立的巴丹戴爾委員會起初因「缺乏全民公投證明其獨立意願」拒絕承認波黑主權，同時裁定南斯拉夫正處於解體過程中，其加盟共和國邊界未經協議不得變更。
1992年1月，歐洲經濟共同體作出裁決：「波斯尼亞和黑塞哥維那社會主義共和國全體人民建立主權獨立國家的意願尚未得到充分證實」，建議「在不區分民族的前提下舉行波黑全民公投」。惟塞族當局阻撓本族民眾參與投票，使公投無法符合歐共體的建議。
同月，斯洛博丹·米洛舍維奇簽發密令，要求將所有出生於波黑的南斯拉夫人民軍軍官調遣至塞爾維亞社會主義共和國，整編組建新的波黑塞族軍隊。1月23日，歐洲經濟共同體部長理事會主席João de Deus Pinheiro聲明：「若波黑獨立公投獲得通過，歐共體將予以承認」。
1992年1月25日，波黑議會就獨立公投議案展開辯論。波斯尼亞穆斯林與克族代表否決塞族提出，由尚未成立的「民族平等委員會」裁決公投合法性的動議後，塞族代表集體離場，導致辯論中斷。塞族代表莫姆契洛·克拉伊什尼克試圖提出休會動議，但隨後議會主席改由波族的民主行動黨成員接任，最終在塞爾維亞族民主黨缺席的情況下通過了舉行獨立公投的決議。
該公投將波黑的法定地位從聯邦主體轉為主權國家，違反了《南斯拉夫社會主義聯邦共和國憲法》（波黑社會主義共和國議會無此管轄權，構成越權）。根據南斯拉夫憲法，未經所有加盟共和國同意，不得變更南斯拉夫邊界。該公投亦不符合《波黑社會主義共和國憲法》。憲法修正案第LXX條列明，涉及「國家與民族平等原則」的重大事項必須由民族平等委員會審議，而雖該公投議案直接影響「各民族平等原則」，卻未提交該委員會審議。

## 投票結果
公投的问题是：

“Jeste li za suverenu i nezavisnu Bosnu i Hercegovinu, državu ravnopravnih građana, naroda BiH - Muslimana, Srba, Hrvata i pripadnika drugih naroda koji u njoj žive?”（拉丁字母）
“Јесте ли за суверену и независну Босну и Херцеговину, државу равноправних грађана, народа БиХ - Муслимана, Срба, Хрвата и припадника других народа који у њој живе?“（西里尔字母）

問題中文翻譯為：

「您是否支持一个主权独立的波斯尼亚和黑塞哥维那，波黑人民——穆斯林，塞尔维亚族，克罗地亚族和其他民族的人都是平等的波黑公民？」

參與投票的選民中，99.7%支持波黑獨立。該結果主要反映波斯尼亞穆斯林及克族的選民意願，而塞族則大規模抵制公投，塞族當局甚至以武力阻撓塞族民眾參與投票。塞爾維亞族民主黨宣稱波黑獨立將使塞族人淪為「伊斯蘭國家中的少數民族」，又動員武裝分子阻止票箱運送及空投鼓勵抵制公投的傳單，但仍有數千城市塞族人投下贊成票。
公投期間暴力事件頻發，包括薩拉熱窩婚禮慘案。由於公投投票率僅64%，未達憲法規定的三分之二門檻，此次公投未能滿足法定程序要求。3月3日，阿利雅·伊澤特貝戈維奇宣布波黑共和國獨立，議會隨即認可該決定。
| 选项                    | 投票数    | %     |
| ----------------------- | --------- | ----- |
| 支持                    | 2,061,932 | 99.71 |
| 反对                    | 6,037     | 0.29  |
| 无效/空白票             | 5,227     | –     |
| 总计                    | 2,073,568 | 63.73 |
| 注册选民/投票率         | 3,253,847 | 100   |
| Source: Nohlen & Stöver |           |       |

## 後續發展

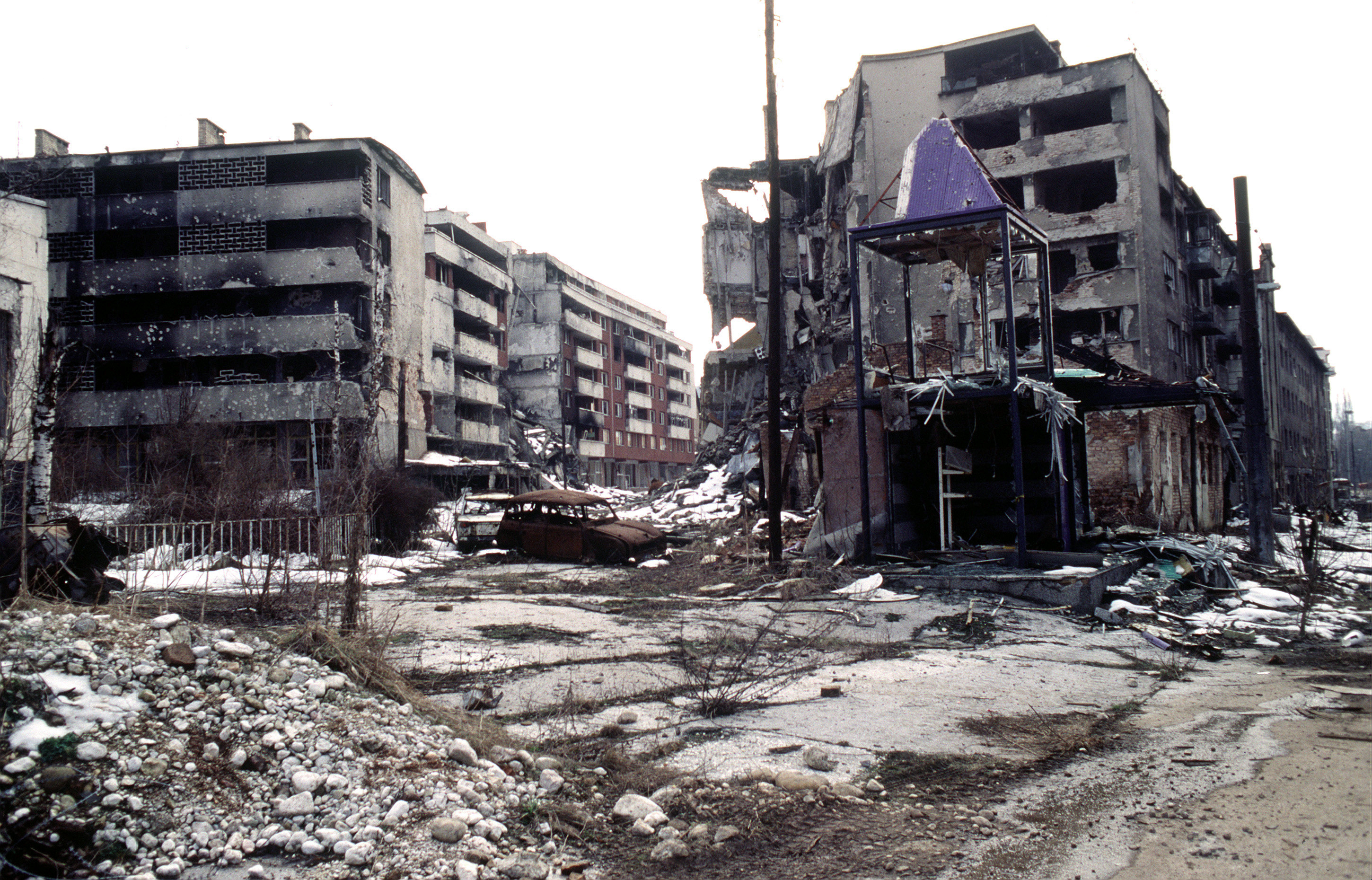
薩拉熱窩 Grbavica 區公寓大樓嚴重受損。

1992年3月4日，美國國務卿詹姆斯·貝克敦促歐洲經濟共同體承認波黑主權；3月6日，波黑總統正式請求國際承認。3月10日，美國與歐共體發表聯合聲明，承認斯洛文尼亞及克羅地亞主權，又同意若波黑「毫不拖延地通過憲法安排，使共和國在其現有邊界內和平和諧發展」，將承認馬其頓及波黑。4月6日及7日，美國及歐共體先後正式承認波斯尼亞和黑塞哥維那為主權國家，國際社會的其他成員也在四月相繼予以承認。
當日，波斯尼亞塞族領導人宣布獨立，將其自封的政治實體更名為「塞族共和國」。5月12日，波黑塞族議會通過《塞爾維亞民族六大戰略目標》。領導人拉多萬·卡拉季奇宣稱：「首要目標是將兩個民族群體徹底分離——實現國家分離，與我們的那些敵人分離。他們特別在本世紀利用一切機會攻擊我們。若我們繼續共處於同一國家，這些暴行必將持續。」5月22日，波斯尼亞和黑塞哥維那獲准加入聯合國。
波黑獲國際承認後一個月內，薩拉熱窩圍城戰爆發。此時，塞族共和國軍（VRS）已控制波黑全境70%領土。該部隊獲南斯拉夫支持，而波黑政府則得到新成立的克羅地亞共和國及未獲承認的克族準國家實體黑塞哥-波斯尼亞克羅地亞共和國的支持。
波斯尼亞戰爭持續三年，逾十萬人死亡。比耶利納大屠殺、Markale市場炮擊事件及斯雷布雷尼察大屠殺先後發生，引發國際社會關注。